# Супер-Юпітер

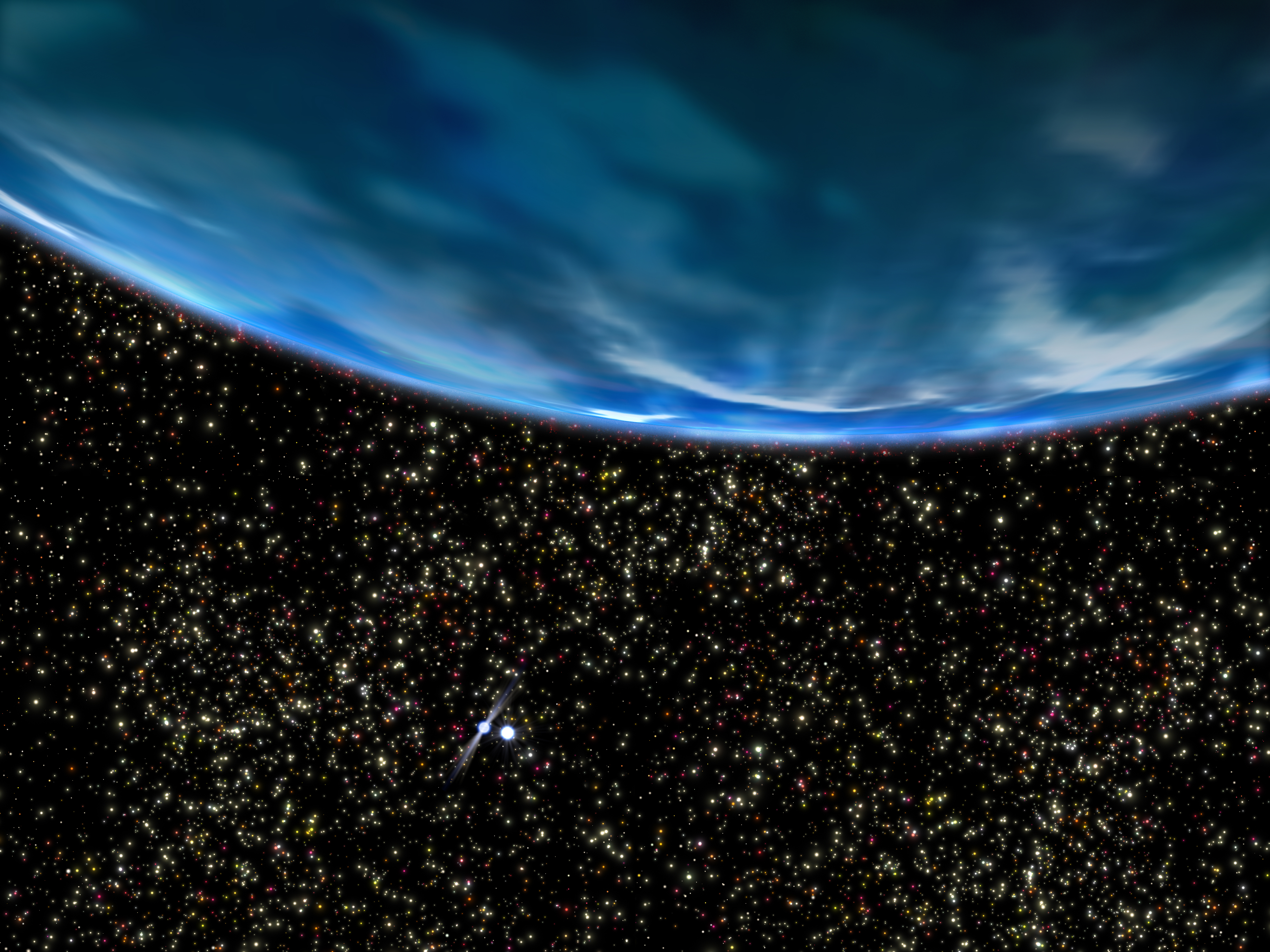
Концептуальний малюнок супер-Юпітера PSR B1620−26 b в подвійній системі PSR B1620-26, яка складається з нейтронної зірки і білого карлика і знаходиться в кулястому скупченні M4.

Супер-Юпітер (англ. super-Jupiter), також відомий як superjovian planet (англ. jovian — подібний до Юпітера) або mega-planet (мегапланета) — астрономічний об'єкт, який належить до класу екзопланет, значення маси якого, як правило, коливається в межах від 1 до 13 мас Юпітера (Mj). Вважається, що супер-Юпітери є перехідною «ланкою» між планетами та коричневими карликами, тобто слабосвітними зорями. Значення радіусу таких планет коливається в межах від 100 000 до 200 000 км (~ 0,7-1,9 радіуси Юпітера Rj). Залежно від відстані між планетою та її материнською зорею супер-Юпітери поділяють на гарячі та холодні.
Станом на кінець 2011 року відомо близько 180 супер-Юпітерів, як холодних, так і гарячих.

## Характеристики
За своїми внутрішніми та зовнішніми характеристиками супер-Юпітери дуже схожі на газові гіганти — при великих розмірах вони мають доволі малу густину. У більшості випадків радіус супер-Юпітера коливається в межах 1,5 - 2 Rj. А значення маси таких планет може зустрічатися в межах від 1 до 13 Mj. Згідно робіт інших вчених, супер-Юпітерам характерні значення мас в діапазоні від 2 до 12 Mj. Однак, зустрічаються екзопланети цього різновиду, параметри яких не знаходяться в передбачених класифікацією областях. Наприклад, COROT-3b має масу близько 22 Mj при радіусі близько 1 Rj. Передбачувана густина цієї планети має становити 26,4 г/см3, що більше, ніж у метала осмій (22,6 г/см3) — найщільнішого при нормальних умовах природного хімічного елемента. Екстремальна густина речовини всередині планети зумовлена великою густиною водню, з якого, скоріше за все, вона і складається.Гравітація на поверхні також висока — її значення перевищує земне в 50 разів.
Навіть при тому, що маса супер-Юпітерів є значно вищою за масу Юпітера, радіуси таких планет не сильно відрізняються від його радіуса. Це значить, що їх гравітація на поверхні та внутрішня густина зростають пропорційно зі збільшенням маси. Ці дві сили перебувають у протидії та забезпечують умови внутрішньої рівноваги речовини в планеті, тим самим визначаючи її радіус. У випадку супер-Юпітерів збільшення маси планети викликає збільшення їх внутрішньої густини. Таким чином, значення радіусу зростає не так стрімко. На противагу такій взаємодії, існують випадки легших за Юпітер планет, але з великими радіусами, які називаються «пухкі планети» (газові гіганти з великим діаметром, але малою густиною). Приклад такої екзопланети — HAT-P-1b з масою Юпітера 0,5, але в 1,38 раз більшим діаметром.
Залежно від радіуса орбіти, по якій супер-Юпітери обертаються довкола своїх зір, їх поділяють на дві групи — гарячі та холодні. Гарячі, в свою чергу, діляться на більш гарячі та теплі в залежності від параметрів орбіти планети. Перші, як правило, обертаються на відстані 0,5 а.о. навколо зорі, а значення радіусу орбіти других лежить в межах 0,5 - 2 а.о. Радіус орбіти для холодних супер-Юпітерів є більшим за 2 а.о. Такий поділ на гарячі, холодні та теплі планети властивий не тільки класу супер-Юпітерів, але й іншим класам газових гігантів. Наприклад, в залежності від маси, екзопланета може належати до класу Юпітер, або супер-Юпітер. В той же час, радіус орбіти визначає її клас температури (холодна, гаряча, тощо).

## Розподіл у Всесвіті та спостереження

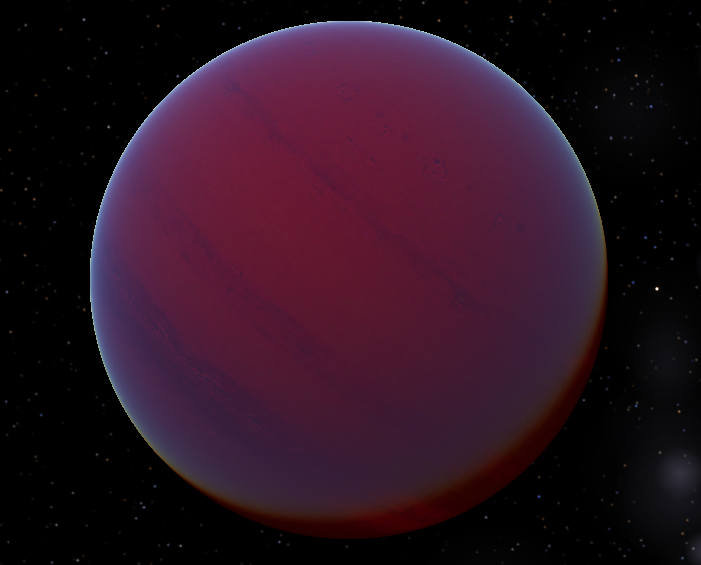
Концептуальний малюнок супер-юпітера або субкоричневого карлика HD 29587 B, який обертається довкола зорі HD 29587. Наближене значення маси планети становить 55 мас Юпітера.

Згідно книги Кріса Кітчіна (англ. Chris Kitchin), станом на кінець 2011 року приводяться наступні статистичні дані. 78 % всіх підтверджених на той момент екзопланет мають масу близько 0,5 Mj. 26 % з них є гарячими супер-Юпітерами або Юпітерами. Ще 25 % планет — холодні Юпітери та супер-Юпітери. Серед 180 підтверджених та досліджених супер-Юпітерів, 40 об'єктів по властивостям дуже схожі з гарячими Юпітерами.
Супер-Юпітери знаходять класичними методами виявлення екзопланет. Оскільки маса таких об'єктів є значною в порівнянні зі своєю зорею, то знаходять їх переважно методом Доплера, рідше — транзитним методом та іншими.

## Відмінності між коричневими карликами та супер-Юпітерами
Інколи супер-Юпітери називають субкоричневими карликами, оскільки деякі характеристики таких планет співмірні з малими зорями — коричневими карликами. В науковій спільноті поки що немає згоди стосовно питання, чи вважати коричневі карлики супер-Юпітерами, чи ні. Тому за деякими класифікаціями, маси супер-Юпітерів можуть коливатись в межах від 1 до 80 Mj.
Наприклад, однією з планет, яка знаходиться на межі «планета-зірка», є екзопланета Каппа Андромеди b довкола зорі Каппа Андромеди. Її було відкрито та досліджено у 2012 році. Значення радіуса орбіти цієї планети становить 1,8 відстані між Нептуном та Сонцем.

## Деякі відомі супер-Юпітери
В нашій сонячній системі немає супер-Юпітерів. Однак серед екзопланет це найбільш поширений клас, оскільки такі планети легше виявити через їх велику масу. Характерним супер-Юпітером є PSR B1620-26 b («Мафусаїл»), який є першим з виявлених у його класі та, в той же час, однією із найстаріших екзопланет (12,7 мільярдів років). Також цікавими є HD 80606 b, ексцентриситет орбіти якої є дуже високим (e = 0,93366), 2M1207 b, яка обертається навколо коричневого карлика, Фомальгаут b та Каппа Андромеди b.